# Lockhütte

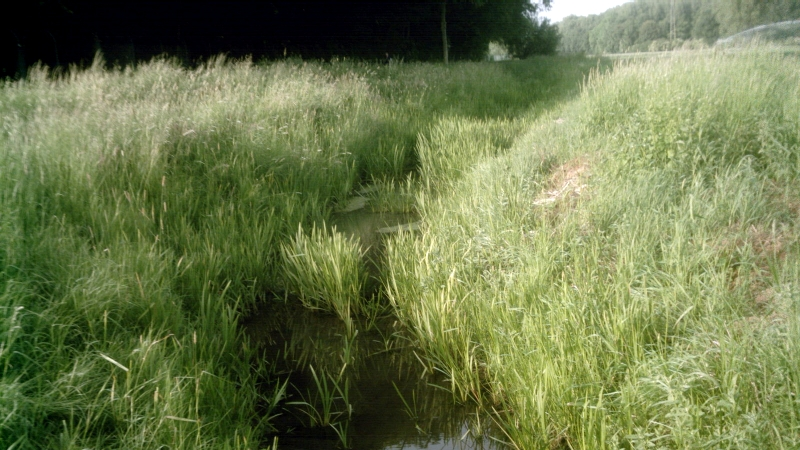
Der Lockgraben: Von 1555 bis 1713 verlief hier die spanische Grenze.

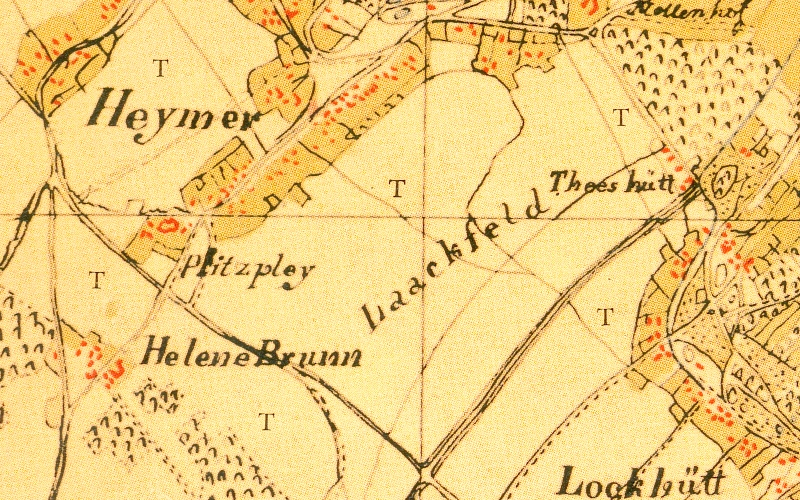
Lockhütte, Heimer und Helenabrunn zur Franzosenzeit, ca. 1805.

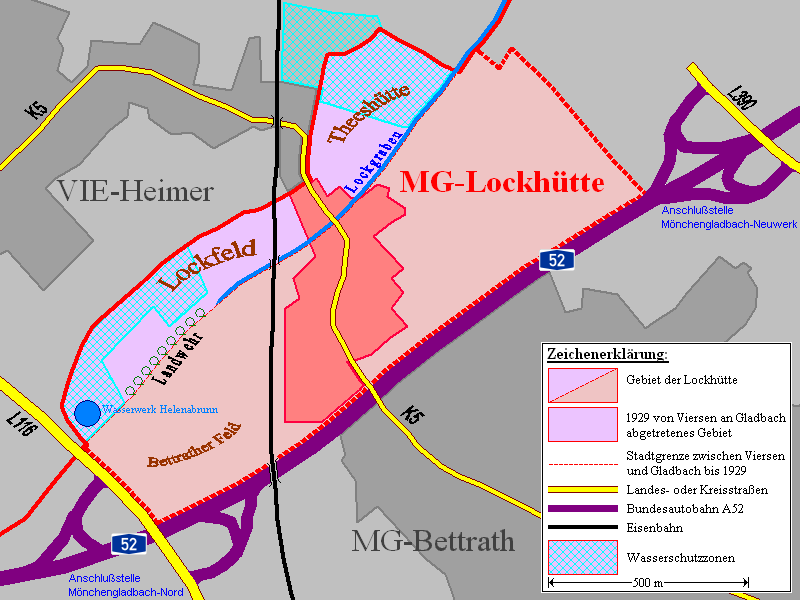
Karte von Mönchengladbach-Lockhütte.

Lockhütte (eigentlich: die Lockhütte) ist ein kleines Dorf im nördlichen Außenbereich der kreisfreien Großstadt Mönchengladbach im Westen von Nordrhein-Westfalen. Es handelt sich um die einzige Ortschaft des Mönchengladbacher Stadtgebiets, deren Bebauung nahtlos an die der benachbarten Kreisstadt Viersen, speziell an deren Ortsteil Heimer, anschließt. Trotz seiner nördlichen Lage gehört Lockhütte innerhalb des Mönchengladbacher Stadtgebiets seit dem 22. Oktober 2009 zum Stadtbezirk Ost und innerhalb dieses Bezirkes zum amtlichen Stadtteil Bettrath-Hoven. Als frühere Bezeichnungen für die Ortschaft sind auch die Namen Lockhütt oder Lookhütte überliefert. Postalisch zählt Lockhütte zum Mönchengladbacher Postleitzahlbereich 41066, der im Wesentlichen dem früheren Stadtbezirk Neuwerk entspricht.

## Geschichte
Die Lockhütte war früher ein Grenzort. Seit dem Mittelalter gehörte das Gebiet der Lockhütte bis 1794 zum früheren Herzogtum Jülich und zählte dort zur Honnschaft Bettrath innerhalb des Gladbacher Gerichtsbezirks Niedergeburth, der Teil des jülich’schen Amtes Grevenbroich war. Der nördliche Zipfel der heutigen Lockhütte, die Theeshütte, gehörte damals allerdings zur Herrlichkeit Viersen, die mindestens seit dem 14. Jahrhundert eine Exklave des früheren Herzogtums Geldern war. Jenes Herzogtum Geldern wiederum verlor im Jahre 1543 seine Selbständigkeit und geriet in der Folgezeit seinerseits unter die Herrschaft verschiedener europäischer Mächte. So wurde die Herrlichkeit Viersen ab 1543 zunächst ein Teil der Burgundischen, ab 1555 der Spanischen Niederlande und fiel 1713 am Ende des Spanischen Erbfolgekrieges im Frieden von Utrecht an Preußen.
Die etwas prekäre Lage Alt-Viersens als Exklave führte dazu, dass das Altviersener Gebiet im Laufe der Zeit gleich mit mehreren Befestigungsringen, sog. Landwehren, umgeben wurde. Die äußere Viersener Landwehr, die (als letzte) zwischen 1420 und 1424 errichtet wurde, hatte in der Lockhütte ihren Anfang, verlief von hier aus zunächst südwestwärts und führte schließlich im Uhrzeigersinn um Alt-Viersen herum bis an die Sittarder Straße im Norden des Altviersener Ortsteils Rahser, um die Grenze zwischen dem geldrischen Viersen und dessen jülich’schen Nachbarorten (Neuwerk, Gladbach, Dülken und Süchteln) zu markieren. In nordöstlicher Richtung setzte sich die jülich’sch-geldrische Territorialgrenze von der Lockhütte aus fort als Wassergraben, dem sog. Landgraben (heute: Lockgraben), bis zu dessen Mündung in die Niers.
Im Grenzbereich von Lockhütte und Theeshütte kam es dabei mehrfach zu Streitigkeiten über den exakten Grenzverlauf zwischen den Altviersener und den Gladbacher Honnschaftsvorstehern, den Schöffen. Schließlich wurde am 22. Juni 1722 ein Ortstermin unter Beteiligung des Viersener Vogts (als Vertreter des Königreichs Preußen) und seines Gladbacher Amtskollegen (als Vertreter des Herzogtums Jülich) anberaumt. Laut Protokoll einigte man sich darauf, „daß an den orten, wo die Grenzsteine stehen, es dabei sein Verbleiben haben solte; wo aber keine Steine vorhanden, daß vom Fuß der Viersenscher Landtwehre an eine ruthe gegen das Gülichsche (M. Gladbach) gemessen und mit zu der Viersenscher Landwehre gerechnet werden solle“.
Im Jahre 1794 besetzten dann französische Revolutionstruppen das Gebiet und bereiteten der territorialen Zersplitterung ein Ende. Erstmals seit Jahrhunderten unterstehen nun Gladbach und Viersen der gleichen Herrschaft: der französischen. Unter der französischen Verwaltung kam es 1798 zu einer Gebietsreform, dabei ging aus dem nördlichen Teil des früheren Gladbacher Gerichtsbezirks Niedergeburth (einschließlich der Lockhütte) die damals neue Bürgermeisterei Unterniedergeburth hervor. Nach rund 20 Jahren ging die französische Epoche mit der Niederlage Napoleons in der Schlacht bei Waterloo im Jahre 1814 zu Ende, anschließend fiel der größte Teil die linksrheinischen Gebiete des heutigen Deutschlands an Preußen, das zu den Siegermächten der Napoleonischen Kriege zählte.
Die von den Franzosen gegründete Bürgermeisterei Unterniedergeburth blieb auch unter der preußischen Herrschaft zunächst bestehen und wurde 1816 in den von der preußischen Verwaltung gebildeten Landkreis Gladbach eingegliedert. Ab 1836 war die Lockhütte dann ein Ortsteil der seinerzeit neu geschaffenen Gemeinde Neuwerk, die im Rahmen einer kommunalen Neugliederung aus der Zusammenlegung von Unterniedergeburth mit der Ortschaft Uedding und Teilen Lürrips und Eickens entstanden war.
Innerhalb Neuwerks gehört die Lockhütte seit 1898 zur damals neu gegründeten katholischen Pfarrgemeinde Bettrath-Hoven. Durch die Eingemeindung Neuwerks wurde das Dorf 1921 zum Ortsteil von Mönchengladbach, wo es dann bis 2009 zum Stadtbezirk Neuwerk zählte. Bei einer weiteren Gebietsreform wurde im Jahr 1929 der damalige Kreis Gladbach aufgelöst. Die Stadt Viersen trat bei dieser Reform im Bereich der Lockhütte einen schmalen Gebietsstreifen, der vom Wasserschutzgebiet Theeshütte bis zum Wasserwerk Helenabrunn reichte, an die Stadt Gladbach ab, wodurch der Ortsteil Lockhütte nach Nordwesten hin etwas vergrößert wurde.
Der Stadtbezirk Neuwerk wurde 2009 aufgelöst und wurde Teil des neuen Stadtbezirks Ost.

## Verkehr

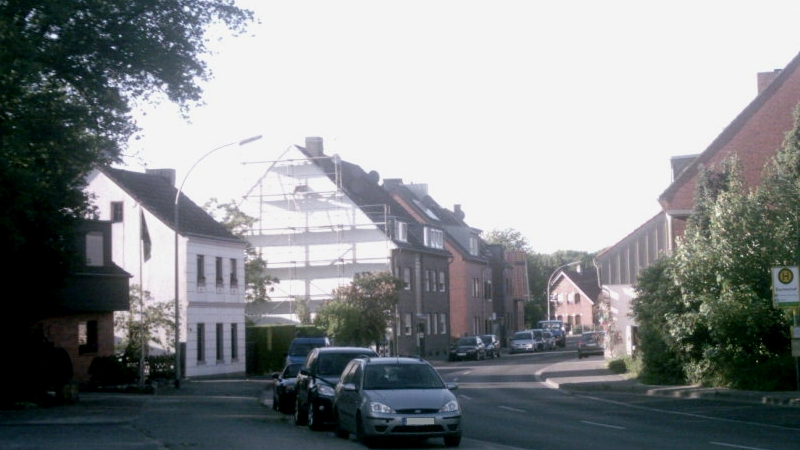
Blick in die Lockhütter Straße, ungefähr von der Bushaltestelle Eschenhof aus

### Straßenverkehr
Hauptverkehrsader der Lockhütte ist die aus dem benachbarten Bettrath kommende Lockhütter Straße, die Kreisstraße 5, die jenseits der Mönchengladbacher Stadtgrenze in Viersen erst den Namen Neuwerker Straße, dann den Namen Heimerstraße trägt und zwischen Heimer und Helenabrunn auf die vierspurige Landesstraße 116 (Kölnische Straße) stößt. Neben der Lockhütter Straße gibt es in Lockhütte noch zwei Seitenstraßen, nämlich die Straßen In der Lockhütte und Zum Lockhütter Weg. Außerdem verläuft in Nordost-Südwest-Richtung die Bundesautobahn 52 unmittelbar am südöstlichen Rand von Lockhütte vorbei. Die nächstgelegenen Anschlussstellen Mönchengladbach-Nord und Mönchengladbach-Neuwerk lassen sich allerdings nur auf Umwegen über Heimer oder Bettrath erreichen. Weitere Zufahrtsmöglichkeiten zur Lockhütte bestehen für Kraftfahrzeuge offiziell nicht. Zwar führen einige Wirtschafts- und Feldwege von der Lockhütte nach Norden zur Viersener oder Neuwerker Donk, das Befahren dieser Wege ist jedoch dem allgemeinen Kraftfahrzeugverkehr untersagt.

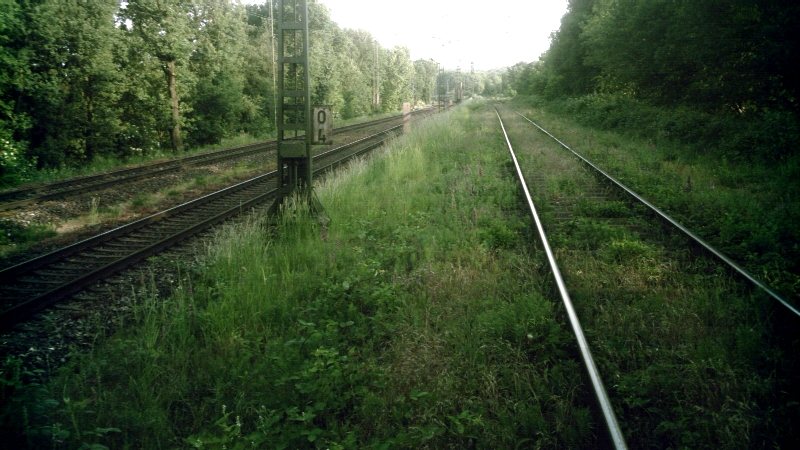
Der Bahndamm in Lockhütte in Blickrichtung Süden: Links im Bild die beiden Gleise der Strecke Duisburg–Mönchengladbach, rechts (etwas erhöht) das Gleis der Umgehungsstrecke Helenabrunn–Rheydt

### Schienenverkehr
Am westlichen Rand der Lockhütter Bebauung verläuft ziemlich geradlinig in Nord-Süd-Richtung ein Bahndamm mit drei Gleisen, auf dem zwei Eisenbahnstrecken verlaufen: Die beiden östlichen Gleise gehören zur zweigleisigen Bahnstrecke Duisburg-Ruhrort–Mönchengladbach, das westliche Gleis ist Teil der eingleisigen Güterumgehungsbahn nach Rheydt, die etwas weiter nördlich im Bereich des Bahnhofs Helenabrunn von der Strecke von Duisburg nach Mönchengladbach abzweigt und im Bereich von Lockhütte eisenbahntechnisch davon bereits getrennt ist, wenngleich hier noch auf gemeinsamem Bahndamm verlaufend.
Im Personenverkehr bestand früher am nördlichen Ende der Lockhütte, wo der bereits in Viersen-Heimer liegende Bahnhof Helenabrunn unmittelbar angrenzt, eine Zugangsmöglichkeit. Seit dem Jahr 1965 wird dieser Bahnhof jedoch nicht mehr als Halt im Personenverkehr genutzt, das frühere Bahnhofsgebäude ist heute ein Wohnhaus. Die von Lockhütte aus nächstgelegenen Bahnhöfe im Personenverkehr sind heute der Mönchengladbacher Hauptbahnhof sowie der Bahnhof Viersen.

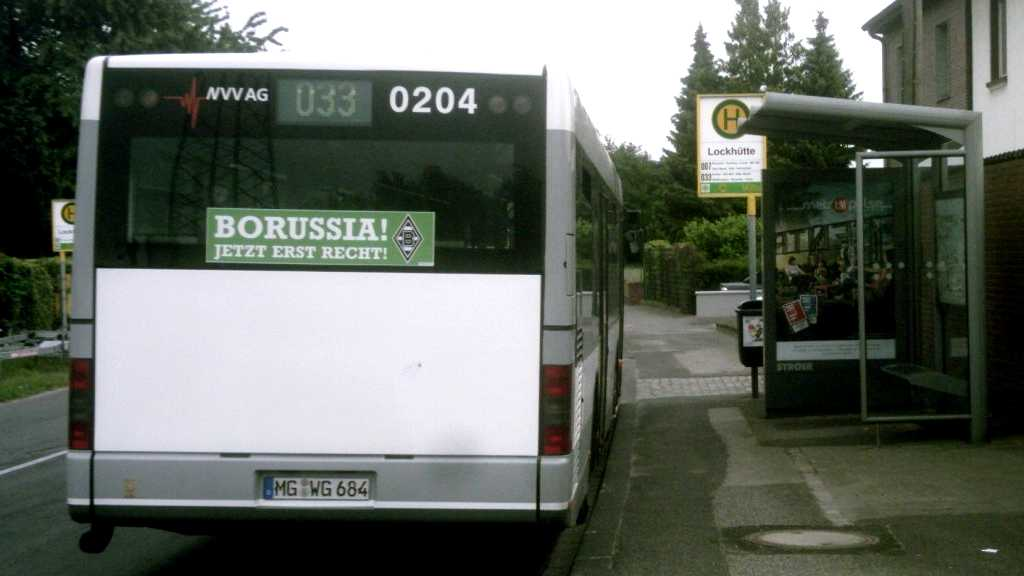
Ein Bus der Linie 033 Richtung Venn an der Endstation Lockhütte.

### Busverkehr
Als Ortsteil von Mönchengladbach gehört Lockhütte zum Tarifgebiet des Verkehrsverbunds Rhein-Ruhr und wird von den Mönchengladbacher Verkehrsbetrieben mit zwei Buslinien angesteuert:
| Typ                  | Linie | Strecke | Hinweise   |
| -------------------- | ----- | --- | ---------- |
| Bus                  | 003   | MG-Lockhütte – Bettrath – Hoven – Eicken – Mönchengladbach Hbf – Alter Markt – Waldhausen – Venn (– Winkeln)                                                      | NEW’ MöBus |
| Bus                  | 007   | Viersen-Heimer – MG-Lockhütte – Bettrath – Hoven – Neuwerk, Markt – Uedding – Lürrip – Mönchengladbach Hbf – Alter Markt – Holt – Rheindahlen, Hilderather Straße | NEW’ MöBus |
| Stand: Dezember 2018 |       | |            |

### Radwanderwege
Der Hauptfahrweg der NiederRheinroute auf dem Weg von Mönchengladbach nach Alt-Viersen ist der einzige offiziell ausgewiesene Radwanderweg, der durch den Bereich von Lockhütte führt.

## Sehenswürdigkeiten

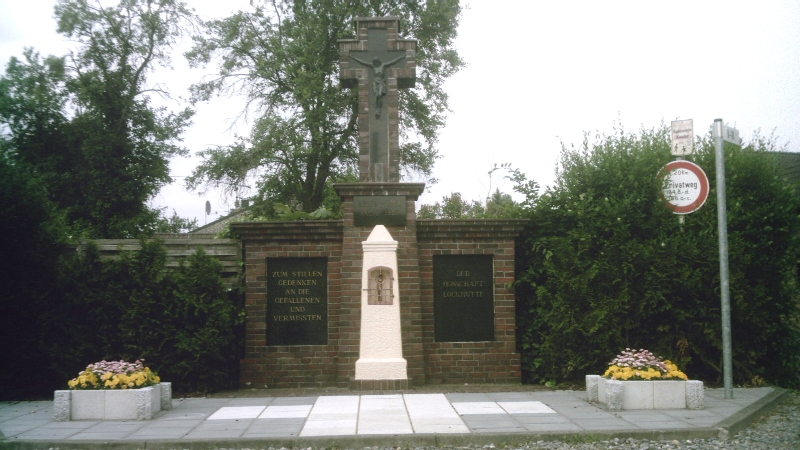
Das Gedenkkreuz an der Straße Zum Lockhütter Weg.

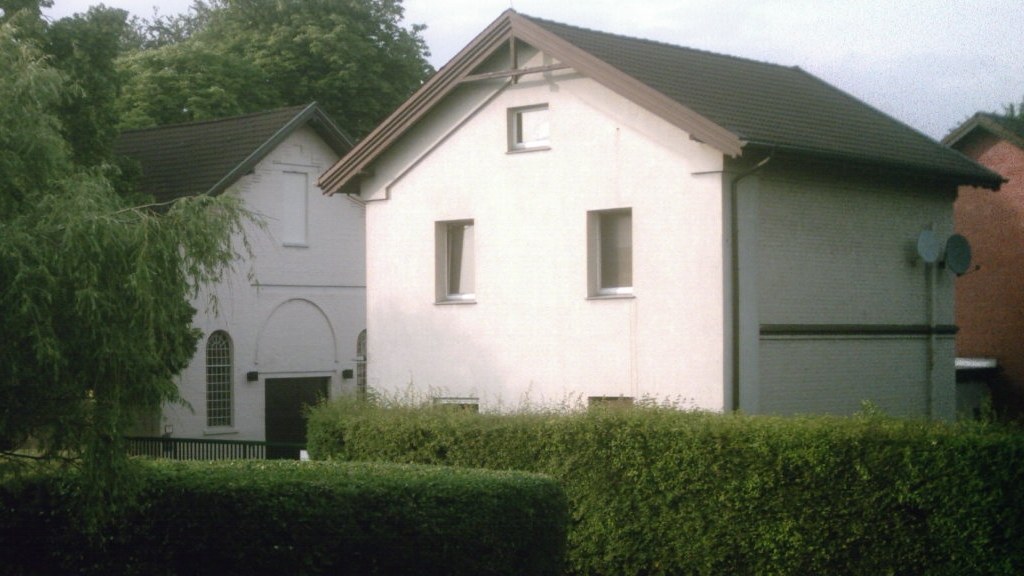
Wasserwerk Helenabrunn

### Gedenkkreuz Zum Lockhütter Weg
An der Straße Zum Lockhütter Weg befindet sich ein Gedenkkreuz, das an die Gefallenen und Vermissten von Lockhütte erinnert. Die im Jahre 1950 errichtete Gedächtnisstätte steht seit dem 22. Januar 1997 unter Denkmalschutz.

### Wasserwerk Helenabrunn
An der westlichen Peripherie des Lockhütter Gebiets befindet sich das Wasserwerk Helenabrunn, das seinen Namen von dem angrenzenden Viersener Ortsteil Helenabrunn hat, zu dem es bis 1929 gehörte. Das Mönchengladbacher Versorgungsunternehmen NEW hat auf dem Betriebsgelände des Wasserwerks ein Informationszentrum Wasser eingerichtet, das besichtigt werden kann. Hierzu gehören auch ein Wassererlebnispfad und eine Wasserwerkstatt für Kinder. Der vor dem Gelände befindliche Niederrheinische Natur- und Steingarten liegt bereits hinter der Mönchengladbacher Stadtgrenze auf Viersener Stadtgebiet.

### Viersener Landwehr
Zwischen dem Wasserwerk Helenabrunn und dem durch Lockhütte führenden Bahndamm sind Reste der Viersener Landwehr gut erhalten. Durch die Viersener Gebietsabtretung von 1929 verläuft die Viersener Landwehr in diesem Bereich ausnahmsweise vollständig über Mönchengladbacher Stadtgebiet.

## Vereinswesen und Gesellschaftsleben
- St. Maria Männerbruderschaft Hoven – Bettrath - Lockhütte e. V.[14]
- St. Johannes Junggesellen-Bruderschaft Hoven · Bettrath · Lockhütte gegr. 1802 e. V.[15]

## Die nähere Umgebung
| Hamm Ummer         | Anrath Vennheide Düpp Viersener Donk        | Neersen Neuwerker Donk    |
| Heimer Helenabrunn | Kompassrose, die auf Nachbargemeinden zeigt | Fuchshütte Bettrath-Hoven |
| Großheide Windberg | Eicken Gladbach                             | Engelbleck                |